# Vitimismo
Vitimismo (auto-vitimização ou fazer-se de vítima) é a fabricação ou exagero da vitimização por uma variedade de razões, como justificar o abuso de outras pessoas, manipular os outros, estratégia de enfrentamento, busca de atenção ou difusão de responsabilidade.

## Por abuso
Abusadores que se fazem de vítima são também:
- Desumanização, o desvio de atenção dos atos de abuso alegando que o abuso foi justificado com base no mau comportamento de outra pessoa (normalmente a vítima).
- Condicionamento operante para poder e controle abusivos solicitando simpatia de outros para obter assistência, apoio ou habilitação do abuso de uma vítima (conhecido como Abuso por procuração).

É comum que os agressores se façam de vítima. Isso serve para dois propósitos:
- Justificação, para si mesmos, na análise transacional conhecida como validação existencial, como forma de lidar com a dissonância cognitiva que resulta das inconsistências entre a forma como tratam os outros e o que eles acreditam sobre si mesmos.
- Justificação para os outros como uma estratégia de evadir ou desviar o julgamento ou condenação severa que podem temer dos outros.

## Para manipulação
Manipuladores muitas vezes desempenham o papel de vítima ("ai de mim"), retratando-se como vítimas das circunstâncias ou do comportamento de outra pessoa para ganhar piedade ou simpatia ou para evocar compaixão e assim obter algo de alguém. Pessoas atenciosas e conscienciosas não suportam ver ninguém sofrendo, e o manipulador muitas vezes acha fácil e recompensador jogar com simpatia para obter cooperação.
Embora retratar a si mesmo como uma vítima possa ser altamente bem-sucedido na obtenção de objetivos a curto prazo, esse método tende a ser menos bem-sucedido ao longo do tempo:

O talento das vítimas para o drama atrai as pessoas como mariposas para uma chama. Seu estado terrível permanente traz à tona os motivos altruístas nos outros. É difícil ignorar os constantes gritos de socorro. Na maioria dos casos, no entanto, a ajuda dada é de curta duração. E como mariposas em chamas, os ajudantes rapidamente se queimam; nada parece funcionar para aliviar a situação miserável das vítimas; não há movimento para melhor. Quaisquer esforços que os socorristas fazem são ignorados, menosprezados ou recebidos com hostilidade. Não é à toa que os socorristas ficam cada vez mais frustrados – e vão embora.

## No contexto político
Ao não produzir valores afirmativos, a falta de futuro fetichista é mascarada por um excesso de confirmação de seu próprio status de vitimização, como observou o teórico político bósnio Jasmin Hasanović, vendo-o no pós-Iugoslávia como forma de autocolonialismo, onde a reprodução da narrativa da vitimização corresponde aos estereótipos da balcanização, sendo a própria narrativa do colonizador onde a permanência da guerra é a contemporaneidade do medo, afirmando as teses sobre ódio eterno fortalecendo assim etnonacionalismo ainda mais.

## Na vida corporativa
A linguagem do "jogo de vítima" entrou na moderna vida corporativa, como uma arma potencial de todos os profissionais. To define victim-players as dishonest may be an empowering response; como também pode ser a consciência de como a infância limites pessoais pode ser a base da tática.

## Psicologia subjacente
A Análise transacional distingue vítimas reais daquelas que assumem o papel de má-fé, ignorando suas próprias capacidades de melhorar sua situação. Among the predictable interpersonal "games" psychiatrist Eric Berne identified as common among by victim-players are "Look How Hard I've Tried" and "Wooden Leg".
R. D. Laing considerou que "será difícil na prática determinar se ou em que medida uma relação é colusiva" - quando "uma pessoa é predominantemente uma 'vítima' passiva",e quando eles estão meramente bancando a vítima. O problema é intensificado quando um padrão de vitimização foi internalizado, talvez na forma de um duplo vínculo.
A Teoria da relação de objetos explorou a forma como a posse por um falso self pode criar uma sensação permanente de vitimização – a sense of always being in the hands of an external fate.
Romper o domínio do negativo complexo, e escapar da passividade da vitimização, requer assumir a responsabilidade por seus próprios desejos e ações de longo prazo.